# Enrico Serra (storico)
Enrico Serra (Modena, 26 settembre 1914 – Roma, 4 ottobre 2007) è stato uno storico italiano.

## Biografia
Nacque da una famiglia di proprietari terrieri il 26 settembre 1914 a Modena. Si laureò con lode in Giurisprudenza nel 1937 all'Università di Modena con una tesi in diritto internazionale. Mentre era ancora studente, nel 1935, frequentò un corso estivo che gli permise di ottenere il grado di ufficiale.   A Modena nel 1937 iniziò a lavorare a La Gazzetta dell'Emilia con Cesare Viaggi. Nel 1938 venne chiamato da Giorgio Balladore Pallieri a collaborare con l’Istituto per gli studi di politica internazionale (ISPI) per la realizzazione dell’Annuario di diritto internazionale e successivamente entrò a far parte dell’Ufficio studi dell’Istituto.
In questi anni entrò in contatto anche con storici già affermati come Federico Chabod e Luigi Salvatorelli. Come ufficiale carrista venne richiamato sul fronte libico (1941-1942) dove rimase gravemente ferito e meritò due medaglie d'argento al valor militare. Fu poi attivamente impegnato nella Resistenza (1943-1945) militando nelle formazioni di Giustizia e Libertà. Fu in questi anni che conobbe la vicentina Jolanda Fincato che, non ancora ventenne, divenne, la staffetta partigiana di Serra. Si sposarono subito dopo la Liberazione ed ebbero due figli: Ildemanuela (n.1946) e Maurizio (n.1955), così chiamato in onore del nome di battaglia usato da Ferruccio Parri, amico di Enrico. Il figlio Maurizio è in seguito diventato un diplomatico e uno scrittore, membro dell'Académie française.
Nel 1949 fu Libero docente di Storia dei Trattati e Politica Internazionale all'Università di Milano e negli anni Cinquanta studiò alle Università di Londra e di Parigi. Nel 1968 divenne ordinario di storia dei trattati e delle relazioni internazionali presso la cattedra dell’Università di Bologna dove rimase come professore emerito anche dopo il raggiungimento dei limiti di età per l'insegnamento. Serra ebbe un ruolo molto importante al Ministero degli affari esteri e della cooperazione internazionale dove fu per vent'anni capo del servizio storico e documentazione (1972-1992). Durante questo periodo creò la Collana di Testi diplomatici composta da quindici volumi monografici dedicati ad alcune delle figure più importanti della diplomazia italiana.
Nell'ambito della Commissione per la pubblicazione dei documenti diplomatici italiani è stato uno degli studiosi più attivi ed ha curato la pubblicato di diversi volumi della collana. Il ruolo ed il suo impegno all'ISPI e al Ministero degli Affari Esteri consentì di porre in essere un proficuo rapporto tra mondo accademico e diplomazia che si è consolidato nel tempo. Insieme al famoso storico francese Jean-Baptiste Duroselle istituì, nel 1972, un comitato italo-francese di studi storici che ha organizzato numerosi importanti convegni e ha pubblicato diversi libri.
Collaborò con la Rivista Nuova Antologia per oltre cinquanta anni pubblicando regolarmente articoli e saggi. Il suo primo contributo alla rivista è del 1949 e l'ultimo del 2004. I suoi ritratti storici e letterari sono stati raccolti in un volume pubblicato poco prima della sua morte. Alla sua memoria la Fondazione Spadolini Nuova Antologia, d’intesa con la Segreteria Generale del Ministero degli Affari Esteri e la famiglia Serra, ha istituito un premio annuale a lui intestato destinato a un giovane laureato in Storia delle relazioni internazionali. Insieme ad altri importanti personalità, tra cui Giuseppe Medici, Pietro Quaroni, Michele Cifarelli, Aldo Garosci e Giovanni Spadolini fondò nel 1969 l’Associazione italiana per gli studi di politica estera e la rivista Affari esteri.

## Opere
- Enrico Serra, L'occupazione bellica germanica, Milano, ISPI, 1941.
- Enrico Serra, L'aggressione internazionale, Milano, U. Hoepli, 1946.
- Enrico Serra, Camille Barrère e l'intesa italo-francese, Milano, Giuffrè, 1950.
- Enrico Serra, L'intesa mediterranea del 1902: una fase risolutiva nei rapporti italo-inglesi, Milano, Giuffrè, 1957.
- Enrico Serra, I partiti politici inglesi, Milano, ISPI, 1958.
- Enrico Serra, La questione tunisina da Crispi a Rudinì ed il Colpo di timone alla politica estera dell'Italia, Milano, Giuffrè, 1967.
- Enrico Serra, Istituzioni di storia dei trattati e politica internazionale, Bologna, Calderini, 1970.
- Enrico Serra, Nitti e la Russia, Bari, Dedalo libri, 1975.
- Enrico Serra, Introduzione alla storia dei trattati e alla diplomazia, Milano, ISPI, 1975.
- Enrico Serra, Manuale di storia dei trattati e di diplomazia, Milano, ISPI, 1975.
- Enrico Serra e Jean-Baptiste Duroselle (a cura di), L'emigrazione italiana in Francia prima del 1914, Milano, Franco Angeli Editore, 1978.
- Enrico Serra e Jean-Baptiste Duroselle (a cura di), Italia e Francia dal 1919 al 1939, Milano, Istituto per gli studi di politica internazionale, 1981.
- Enrico Serra e Jean-Baptiste Duroselle (a cura di), Italia e Francia, 1939-1945 (2 Voll.), Milano, Franco Angeli Editore, 1984.
- Enrico Serra e Jean-Baptiste Duroselle (a cura di), Il vincolo culturale fra Italia e Francia negli anni Trenta e Quaranta, Milano, Franco Angeli Editore, 1986.
- Enrico Serra, Alberto Pisani diplomatico, Milano, Franco Angeli Editore, 1987, ISBN 88-204-2252-2.
- Enrico Serra (a cura di), Gli ambasciatori italiani e la diplomazia oggi, Milano, Franco Angeli Editore, 1986.
- Enrico Serra (a cura di), L'accordo Degasperi-Gruber nei documenti diplomatici italiani e austriaci, Trento, Regione autonoma Trentino Alto Adige, 1988.
- Enrico Serra, L'emigrazione italiana in Francia prima del 1914, Milano, Franco Angeli Editore, 1987, ISBN 88-204-1498-8.
- Enrico Serra, La diplomazia in Italia, Milano, Franco Angeli Editore, 1988, ISBN 88-204-2357-X.
- Enrico Serra e Jean-Baptiste Duroselle (a cura di), Italia e Francia: 1946-1954, Milano, Franco Angeli Editore, 1990, ISBN 88-204-2941-1.
- Enrico Serra (a cura di), L'accordo Degasperi-Gruber nei documenti diplomatici italiani e austriaci, Trento, Regione autonoma Trentino Alto Adige, 1988.
- Enrico Serra (a cura di), Professione: diplomatico, Milano, Franco Angeli Editore, 1988.
- Enrico Serra, Italia e Francia 1946-1954, Milano, ISPI, 1988.
- Enrico Serra (a cura di), Il rilancio dell'Europa e i Trattati di Roma : actes du colloque de Rome 25-28 mars 1987, Milano, Giuffre, 1988.
- Enrico Serra (a cura di), Il patto De Gasperi-Gruber, Trento, 1989.
- Enrico Serra, L'Italia e le grandi alleanze nel tempo dell'imperialismo: saggi di tecnica diplomatica 1870-1915, Milano, Franco Angeli Editore, 1990, ISBN 88-204-6463-2.
- Enrico Serra, Professione: diplomatico, volume secondo, Milano, Franco Angeli Editore, 1990, ISBN 88-204-6598-1.
- Enrico Serra e C. Seton-Watson (a cura di), Italia e Inghilterra nell'età dell'imperialismo, Milano, Franco Angeli Editore, 1990, ISBN 88-204-3773-2.
- Enrico Serra (a cura di), Maria Pansa. Ricordi e testimonianze, Milano, Franco Angeli Editore, 1992.
- Enrico Serra, Tempi duri: guerra e Resistenza, Bologna, Il mulino, 1996, ISBN 88-15-05512-6.
- Enrico Serra, Professione: ambasciatore d'Italia, Milano, Franco Angeli Editore, 1999, ISBN 88-464-1152-8.
- Enrico Serra (a cura di), Luigi Sturzo-Maurice Vaussard: carteggio 1912-1958, Roma, Gangemi, 1999.
- Enrico Serra, Manuale di storia delle relazioni internazionali e diplomazia IX ed., Milano, ISPI, 2000.
- Enrico Serra, Sul filo della memoria. Antologia di scritti su «Nuova antologia» 1949-2005, Firenze, Polistampa, 1999, ISBN 88-8304-898-9.
- Enrico Serra, Winston Churchill. Luci e ombre, Milano, Le Lettere, 2007.
- Enrico Serra, La diplomazia: strumenti e metodi, Milano, Le Lettere, 2009.
- Enrico Serra, L'occupazione bellica germanica negli anni 1939-1940, lavis, La finestra, 2020, ISBN 978-88-322-3610-1.
- Enrico Serra, De la discorde à l'entente. Camille Barrère et l'Italie (1897-1924), Paris, Comité des travaux historiques et scientifiques (CTHS), 2023, ISBN 978-2-7355-0960-7.

## Onorificenze
Croce al valore dei Volontari della Libertà (Milano-Bolzano, 1944-1945)